# Armand Darnauguilhem
Armand Darnauguilhem, né le 9 février 1926 à Escource (Landes) et mort le 9 mai 1967 à Mimizan (Landes), est un coureur cycliste français professionnel dans les années 1950.

## Palmarès
- 1950
  - 8e étape du Circuit des six provinces
  - Tour de la Dordogne
- 1952
  - Grand Prix d'Izarra
  - 2e du Circuit de la Chalosse
  - 3e du Tour de Corrèze
- 1953
  - Tour du Calvados
  - 2e de la Polymultipliée lyonnaise
  - 3e de Bordeaux-Angoulême
- 1954
  - Circuit de la Vienne
  - 3e du Circuit de l'Indre
- 1957
  - 2e du Tour de la Dordogne

## Résultats sur les grands tours

### Tour de France
1 participation
- 1950 : éliminé (13e étape)